# Internat Zespołu Szkół Ogólnokształcących w Jarosławiu
Internat Zespołu Szkół Ogólnokształcących w Jarosławiu (dawna bursa Mikołaja Kopernika) powstała w 1873 z inicjatywy ks. Franciszka Wojnara dla młodzieży polskiej. W 1880 powstała podobna dla młodzieży wyznania mojżeszowego „Talmud Thora” oraz ruska „św. Onufrego”, założona w 1903 roku przez ks. Cypriana Chotynieckiego.

## Dyrektorowie bursy Mikołaja Kopernika
- Jan Dimmel (1873–1884)
- ks. Franciszek Wojnar (1884–1895)
- Józef Dziewoński (1895–1896)
- ks. Tomasz Olexiński (1896–1902)
- ks. Mateusz Czopor (1902–1903)
- Ignacy Rychlik (1903–1910)
- Julian Trzaskowski (1910–1929)
- Władysław Karwański (1929–1939)

Od 1945 r. Bursa została przekształcona w Internat Liceum Ogólnokształcącego w Jarosławiu.

## Kierownikami Internatu Liceum Ogólnokształcącego byli profesorowie Liceum
- prof. Władysław Karwański (1945–1946)
- prof. Jerzy Zasowski (1946–1964)
- prof. Mieczysław Kłaczyński (1964–1972)
- prof. Tadeusz Kojder (1972–2000)

## Dyrektorowie bursy św. Onufrego
- ks. Jan Chotyniecki (1903–1904)
- ks. Cyprian Chotyniecki (1904–1906)
- ks. Emilian Pohorecki (1906–1920)
- ks. Stanisław Fedorowicz (1921–1933)
- ks. Stefan Hryniewiecki (1933–1939)

## Członkowie Towarzystwa Bursy Mikołaja Kopernika
- Eugeniusz Albert – wiceprezes (1933–1939)

| - Henryk Asłamowicz - Juliusz Adamski - Katarzyna Arendowa - Romuald Bobin – kasjer (1873–1895) - Karol Bartoszewski - Chaim Bernstein - Kazimierz Behm - Władysław Babirecki - Lucjan Baecker - Stanisław Bar - Alojzy Bartsch - Martyna Bartschowa - Adolf Baumgarten - Wiktor Brillant - Władysław Brodowicz - Wojciech Brodowicz - Bolesław Bronikowski - Adam Bryzek - Stanisław Buchała - Maurycy Buchheim - Bartakówna - M. Bem - L. Bchner - M. Będziński - B. Bik - I. Blok - Jan Chotyniecki - Mateusz Czopor – dyrektor (1902–1903) - Władysław Czyżewicz - M. Chmiel - A. Cieśliński - Dominik Czekałowski - E. Czekałowska - Józef Dziewoński - zastępca dyrektora (1873–1884, gospodarz ((1884–1895, dyrektor (1895–1896) - Adolf Dietzius – prezes (1903–1912) - Antoni Dzióbkiewicz – sekretarz (1929–1939) - Mieczysław Dąbrowski - Adam Dobiecki - Serafin Dobrzański - Maria Drozdowa - Antoni Dymnicki - Jan Decowski - Dr.Deiches - Józef Diestelfeld - Leonia Dobrzańska - Józef Ekkert - Stefan Fus – zastępca dyrektora (1910–1913) - Maria Fleszarowa - Eugeniusz Flis - Stanisław Filimowski - Benoni Fleszar - Bernard Frenkl - Karol Friedberg - Arnold Friedwald - S, Fasst - Dr. Finkenthal - Kazimierz Firganek - Marian Fontana - Ludomił German – sekretarz (1873–1884) - Władysław Grabowski (prawnik) - Walenty Głowiński – sekretarz (1884–1895) - Eugeniusz Grabowski - Michał Gonet - sekretarz (1895–1912, 1912–1929) - Stanisław Gurgul - Olgierd Grzegorzewski - Ernestyna Gaberle - Antonina Gaberlikowa - Zdzisław Gadomski - Edmund Galik - Franciszek Gartner - Antonina Gosławska - Aleksander Gottfried - Stanisław Grabowski - Zdzisław Grabowski - Karol Grek - Marian Gustowicz - Zygmunt Gutwiński - Wincenty Guzdek - Tadeusz Giziński - R. Galewicz - F. Goryl - Stanisław Gurgul (junior) - Henryk Haut - Artur Heim - Henryk Hempel - Marian Herman - Włodzimierz Hładki - Franciszek Hoffmann - Teofil Hędżak - Jan Harlender - Teofil Isakowicz - Tomasz Jakubiec - Wilhelm Jankiewicz - Maurycy Jaroszyński - Tadeusz Jurkiewicz - Aleksander Jordan - Mieczysław Kozłowski |  | - Antoni Kościński - Antoni Kurzejne - Władysław Krukowski – zastępca sekretarza(1912–1919) - Bronisław Klecan - Piotr Kopystyński - Władysław Karwański – dyrektor (1929–1939) - Józef Kaniak - Tadeusz Kaniowski - Albin Kącki - Józef Koba - Jan Koim - Józef Koczyrkiewicz - Józef Kołcz - Stanisław Komęza - Władysław Konieczny - Ida Kopecka - Jakub Kowalski - ks. Marceli Kozak - Jan Koziara - Stanisław Kozłowski - Edward Kucharski - Michał Kocyzrkiewic - Edward Korol - Hanka Karpińska - Z. Karpiński - M. Karwańska - Józef Kluz - ks. Klus - Maria Kopystyńska - Władysław Kostka - Wł. Kozłowicz - J. Krawczym - Tadeusz Kuczkiewicz - Walenty Ltwin – prefekt (1902–1903) - Mieczysław Lisiński - Leopold Leitchfried - Z. Leszczyk - Klementyna Leimsner - Mikołaj Lewkowicz - Jan Lisowski - Emma Leichtfriedówna - M. Lorenz - L. Löwy - Henryk Liechtenstein - Władysław Łucki - Piotr Łętocha - Edward Micewski – wiceprezes (1873–1884) - Zdzisław Madejski - Maksymilian Mahl - Piotr Malinowski - Stanisław Małys - Stanisław Mazur - Józef Meinhart - Zygmunt Meisels - ks. Zygmunt Męski - Karolina Mężyk - Karol Milli - August Mindowicz - Jan Mindowicz - Kazimierz Missona - Andrzej Mizgalewicz - Marian Młynarkiewicz - Bazyli Mokrański - Józefa Mossorowa - Mieczysław Malinowski - J. Marona - Jakub Makara - Matjaszowa - Meinhardowa - J. Merowa - T. Mul - August Niwiński - Wacław Nartowski – prezes (1933–1939) - Edmund Nacht - Franciszek Niziński - Aleksander Nowosielski - Wł. Niezabitowski - Maria Nossorowiczowa - Tomasz Olexiński – wiceprezes (1884–1896), dyrektor (1896–1902) - Wiktor Ostrowski – sekretarz (1912) - Antoni Ostrowski - Jędrzej Panek - Jan Pacak - Wojciech Pelc - Edward Petecki - Stanisław Pietrzykowski - Józef Połz - Jan Pretorius - Aureli Pietrzykowski - Roman Puzon - J. Papirnik - M. Papirmann - Wł. Pasternak - Walenty Pączek - F. Pelczarski - Kazimierz Piątkowski - Fr. Petela |  | - Ignacy Rychlik – zastępca dyrektora (1902–1903), dyrektor (1903–1910) - Jan Ralski – skarbnik (1902–1903) - Wiktor Romański - Maria Radzikowska - Józef Juliusz Rohm - Stanisław Rogalski - Salo Rossberger - Feliks Rottstein - Tadeusz Rozmuski - Stanisław Rutkowski - Zofia Rydzowa - Kamila Rawska - Wojciech Reizing - W. Rejmann - A. Róg - M. Rolewski - Władysław Seredowski – kontroler (1873–1884) - Stanisław Siemieński-Lewicki – prezes (1895–1903) - Wojciech Sasorski - Stanisław Staszewski - Leon Schmalzbach - Stanisław Sierankiewicz - Maciej Sięrzega - Jan Siwiec - Rudolfa Skawińska - Władysław Słoniewski - Leon Sonntag - Mieczysław Sroczyński - Józef Steczko - Zygmunt Stelmachniewicz - Alfred Strauss - Juliusz Strisower - Dr. Schor - Stanisław Siara - Kazimierz Skarbowski - M. Sobolewski - Seidenwerg - Maurycy Spatz - J. Starszedel - B. Streifer - Jakub Szypura - Stanisław Szpetnar - Władysław Śpiewak - Jarosław Turzański - Julian Trzaskowski – dyrektor (1910–1929) - Izabella Tebinkówna - Tadeusz Tenczarowski - Antoni Tumidajski - Sz. Tauhe - St. Teleśnicki - Trybalski - D. Turnheim - S. Turnheim - Z. Tyralski - Franciszek Wojnar – gospodarz (1873–1884), dyrektor (1884–1895) - Gustaw Adolf Weiss - Ludwik Wisłocki - Bolesław Wodziński – skarbnik (1910–1913) - Karol Weigel - Leon Weinstein - Stanisław Weiss - Karol Wiemuth - Jan Wikiera - Władysław Wiczewski - Adam Wilusz - Władysław Winnicki - Ludwik Wiśniewski - Zygmunt Wiśniowiecki - Zygmunt Wojtanowicz - Adam Wołek - Kazimierz Wołkowicki - Andrzej Wondaś - Marian Wóycikiewicz - Michał Wrażej - Stanisław Wrębski - Fryderyk Weigel - W. Wojciech - Bronisław Wiśniowski - Zygmunt Wiśniowski - Feliks Wojciechowski - L. Wurzel - Karol Ungeheuer - Stefan Zamoyski – prezes (1873–1895) - Adam Zamoyski – wiceprezes (1896–1903) - Jacek Olech Przemysław Zieliński – kontroler (1895–1903) - Józef Zabłocki - Józef Zając - Józef Zawitkowski - Romuald Zbiegień - Stefan Zborzil - Władysław Ziembowicz - G. Zając - Stanisława Żmudzińska - J. Żmudziński |